# Романенко, Иван Георгиевич
Иван Георгиевич Романе́нко (1908—1994) — советский лётчик-истребитель и военачальник, участник советско-финской, Великой Отечественной и советско-японской войн, Герой Советского Союза (21.04.1940). Генерал-лейтенант авиации (25.05.1959).

## Биография
Родился 31 января 1908 года в городе Суджа (ныне — Курская область). Украинец. С раннего возраста проживал в Лохвице, после окончания семи классов школы и профтехшколы работал сначала на торфоразработке, затем на стройке. Окончил школу фабрично-заводского ученичества в 1927 году. Работал арматурщиком на строительстве машиностроительного завода в Краматорске.
В октябре 1930 года был призван на службу в Рабоче-Крестьянскую Красную Армию. Служил в батальоне обслуживания в 8-й военной школе пилотов в Одессе. В сентябре 1932 года был зачислен курсантом в эту авиашколу и в 1933 году окончил её. В 1934 году также окончил курсы командиров звеньев при 1-й военной школе лётчиков имени А. Ф. Мясникова.
С июля 1934 года служил командиром звена в 4-й истребительной авиаэскадрильи ВВС Балтийского флота, с января 1936 года — командир авиаотряда в 3-й истребительной авиаэскадрилье. С января 1938 года — командир 38-й отдельной истребительной эскадрильи ВВС Балтийского флота. С апреля 1938 года — помощник командира 42-го истребительного авиаполка ВВС Балтийского флота, а уже в июле 1938 года был назначен командиром 13-го истребительного авиационного полка ВВС КБФ. Член ВКП(б) с 1937 года.
Участвовал в боях советско-финской войны, будучи командиром 13-го истребительного авиаполка 61-й истребительной авиабригады ВВС Балтийского флота. 25 декабря 1939 года в воздушном бою его самолёт был подбит и получил серьёзные повреждения, однако ему удалось довести его до своего аэродрома. За время войны совершил 20 боевых вылетов, лично сбил 1 финский самолёт и уничтожил 5 огневых точек противника. Полк под его командованием к концу февраля 1940 года сбил 13 самолётов противника. В 1940 году награждён орденом Ленина.
Указом Президиума Верховного Совета СССР от 21 апреля 1940 года за «образцовое выполнение боевых заданий командования на фронте борьбы с финской белогвардейщиной и проявленные при этом отвагу и геройство» майор Иван Романенко был удостоен звания Героя Советского Союза с вручением ордена Ленина и медали «Золотая Звезда» за номером 368. Кроме командира, в полку Героями Советского Союза стали помощник командира полка капитан Кондратьев П. В. и командир звена лейтенант Савченко В. М., свыше 70 человек удостоены государственных наград.
Участвовал в боях Великой Отечественной войны с 22 июня 1941 года. К началу войны 13-й истребительный авиаполк входил в состав 10-й смешанной авиационной бригады ВВС Балтийского флота. Три эскадрильи полка находились на аэродроме Кёрстово в Ленинградской области, и одна на военно-морской базе Ханко. Полк был вооружён истребителями И-16 и И-153. Полк под командованием Ивана Романенко с первого дня войны выполнял боевые задачи по обороне с воздуха баз флота и кораблей Балтийского флота (22 июня 1941 года полком выполнено 65 боевых вылетов), его лётчики-асы открыли боевой счет побед на Балтике: капитан Алексей Антоненко 25 июня 1941 года сбил немецкий бомбардировщик). Асы 13-го истребительного авиаполка Алексей Антоненко и Пётр Бринько летом 1941 года стали первыми Героями Советского Союза на Балтике. Полк под его командованием героически сражался при обороне Таллина, обороне Моонзундских островов, обороне Ханко, в битве за Ленинград. Командир полка совершил десятки боевых вылетов, лично водил эскадрильи на наиболее опасные задания.
30 августа 1941 года назначен командиром  61-й истребительной авиационной бригады ВВС Балтийского флота, которая обороняла с воздуха Ленинград и много штурмовала позиции осаждавших город немецких войск, а также защищала с воздуха «Дорогу жизни» на Ладожском озере. Сам И. Романенко с июня 1941 по февраль 1942 года выполнил 56 боевых вылетов, побед в воздухе не имел.
Однако Приказом Народного комиссара ВМФ СССР адмирала Н. Г. Кузнецова от 14 февраля 1942 года № 0127 полковник Иван Романенко И.Г. за «самоустранение от руководства полками бригады, в результате чего 3-й гвардейский истребительный авиационный полк понёс значительные потери в личном составе и материальной части», был снят с должности командира 61-й авиационной бригады и назначен в распоряжение начальника ВВС ВМФ.
За свои героические действия в начале войны не был даже награждён и только в мае 1945 года полковник Иван Романенко за умелое руководство 13 иап с 22.06.1941 по 1.09.1941 и руководство 61-й истребительной авиабригадой до 1.03.1942 года был награждён орденом Красного Знамени.
24 февраля 1942 года был назначен с понижением в должности командиром 17-го истребительного авиационного полка ВВС Тихоокеанского флота. С апреля 1943 года командовал 39-м истребительным авиационным полком на том же флоте. С ноября 1944 года – временно исполняющий обязанности командующего ВВС Северо-Тихоокеанской военной флотилии. С января 1945 года — командир 7-й истребительной авиационной дивизии ВВС Тихоокеанского флота.
Участвовал в советско-японской войне. Под его командованием лётчики 7-й истребительной авиационной дивизии выполнили 282 боевых вылета на прикрытие главной базы флота, на прикрытие выполняющих боевые задачи кораблей флота и на прикрытие морских конвоев с десантами из Владивостока в Юки, Расин и Сейсин.
После окончания войны продолжал службу в Авиации ВМФ СССР, ещё более года командуя той же дивизией. С декабре 1946 года учился на Академических курсах усовершенствования офицерского состава ВВС и ПВО при Военно-морской академии имени Ворошилова, окончил их в 1947 году.
С декабре 1947 по декабрь 1948 года — командир 92-й смешанной авиационной дивизии ВВС 4-го ВМФ (Балтийское море), затем вновь направлен учиться. Генерал-майор авиации (11.05.1949). В 1950 году окончил авиационный факультет Высшей военной академии имени К. Е. Ворошилова.
С декабря 1950 года — начальник штаба — заместитель командующего ВВС 8-го ВМФ (Балтийское море). С марта 1953 года — командующий ВВС 7-го ВМФ на Тихом океане, с апреля 1953 — командующий ВВС Северо-Тихоокеанской военной флотилии. С ноября 1954 года — командир 10-го авиационного корпуса в ВВС этой флотилии. С декабря 1956 — начальник штаба — заместитель командующего ВВС Северного флота. С июля 1961 года — начальник филиала Центрального Научно-исследовательского института ВМФ. С августа 1969 года — начальник филиала 30-го Центрального НИИ авиационной и космической техники Министерства обороны СССР. В ноябре 1970 года генерал-лейтенант авиации И. Г. Романенко уволен в запас.
Проживал в Санкт-Петербурге. Работал в ветеранском движении, в том числе в Совете ветеранов Авиации ВМФ.
Скончался 10 августа 1994 года, похоронен на Серафимовском кладбище Санкт-Петербурга (Коммунистическая площадка).

## Награды
- Герой Советского Союза (21.04.1940)
- три ордена Ленина (7.02.1940, 21.04.1940, 26.10.1955)
- три ордена Красного Знамени (31.05.1945[3], 21.09.1945[4], 15.11.1950)
- Орден Отечественной войны 1-й степени (11.03.1985)
- два ордена Красной Звезды (22.02.1938, 10.11.1945[6])
- медаль «За боевые заслуги» (3.11.1944)[7]
- медаль «За оборону Ленинграда»
- другие медали[2]
- именное оружие от Главнокомандующего ВМФ СССР (1958)
- Медаль «Китайско-советская дружба» (КНР)